# Султан Махмуд (линейный корабль, 1836)
«Султан Махмуд» — парусный линейный корабль Черноморского флота Российской империи, находившийся в составе флота с 1836 по 1854 год, головной в серии кораблей одноимённого типа, участник создания Кавказской укреплённой береговой линии. Во время несения службы использовался для высадки десантов, перевозки войск и участия в практических плаваниях, а в последние годы службы провёл в роли блокшива.

## Описание корабля

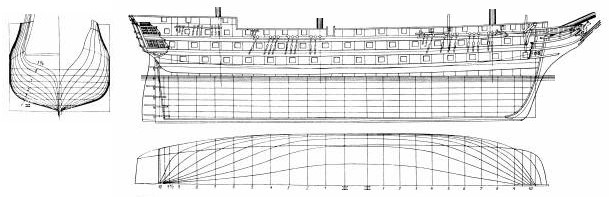
Теоретический чертёж линейного корабля «Силистрия» из фондов ЦГАВМФ

Один из восьми парусных 84-пушечных линейных кораблей одноимённого типа, строившихся в Николаеве с 1836 по 1845 год. Прототипом серии послужил корабль «Силистрия». Круглая корма этих кораблей повышала прочность корпуса, в его наборе использовались металлические детали, а пеньковые канаты были заменены якорь-цепями. Водоизмещение корабля составляло 3790 тонн, длина между перпендикулярами — 59,7 метра, длина по гондеку — 60,2 метра, ширина 16,2—16,3 метра, глубина интрюма — 8,1 метра, а осадка — 7,2 метра. Вооружение корабля по сведениям из различных источников составляли от 84 до 88 орудий, из них шестьдесят четыре 36-фунтовых и двадцать 24-фунтовых пушек, а, также 4 единорога. Экипаж корабля состоял из 750 человек.
Корабль был назван в честь турецкого султана Махмуда Второго, с которым 2 (14) сентября 1829 года был заключён Адрианопольский мирный договор.

## История службы
Линейный корабль «Султан Махмуд» был заложен 1 (13) февраля 1835 года на стапеле Главного адмиралтейства в Николаеве и после спуска на воду 31 октября (12 ноября) 1836 года вошёл в состав Черноморского флота России. Строительство вёл кораблестроитель в звании капитана Корпуса корабельных инженеров В. Г. Апостоли. В следующем 1837 году корабль перешёл из Николаева в Севастополь.

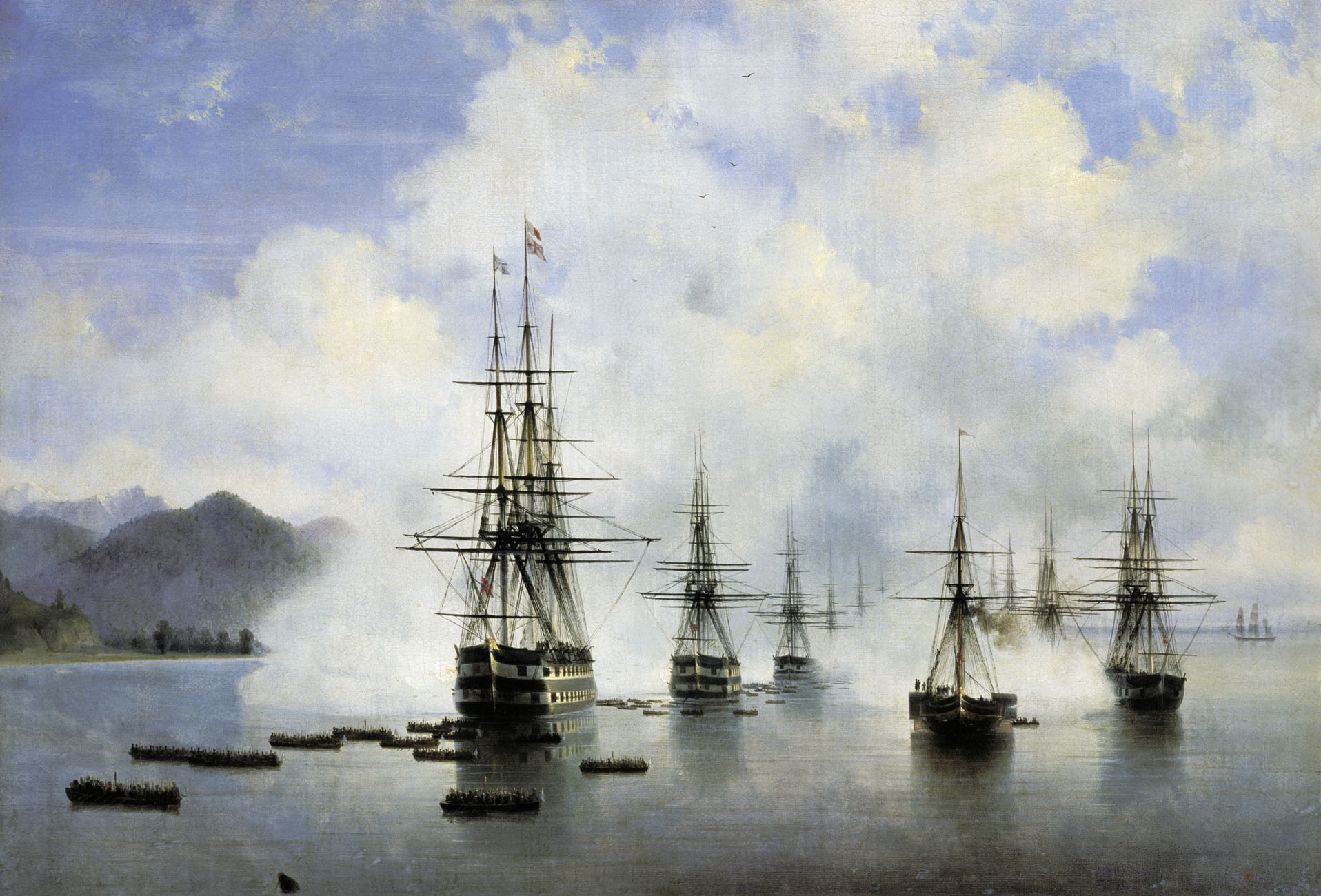
Картина И. К. Айвазовского «Десант Н. Н. Раевского в Субаши», 1839 год

Принимал участие в создании Кавказской укреплённой береговой линии. В кампанию 1838 года 12 (24) мая в составе эскадры вице-адмирала М. П. Лазарева принимал участие в высадке десантов, основавших Вельяминовское укрепление в устье реки Туапсе, 10 (22) июля в составе эскадры контр-адмирала С. П. Хрущова — в высадке десантов, основавших Тенгинское укрепление в устье реки Шапсухо, а 12 (24) сентября вновь в составе эскадры М. П. Лазарева высаживал десант в Цемесской бухте. В кампанию следующего 1839 года снова принимал участие в высадке десантов: 3 (15) мая в составе эскадры М. П. Лазарева в устье реки Субаши, а 7 (19) июля составе эскадры С. П. Хрущова в устье реки Псезуапсе. Высадившиеся десанты основали Головинское и Лазаревское укрепления соответственно. В 1839 году командир корабля капитан 1-го ранга А. С. Ушаков за отличия при высадке десантов был награждён орденом Святого Владимира III степени.
10 (22) мая и 22 мая (3 июня) 1840 года в составе эскадры вице-адмирала М. П. Лазарева высаживал десанты для взятия Вельяминовского и Лазаревского фортов, ранее захваченных горцами.
С 1840 по 1844 год в составе эскадр кораблей Черноморского флота выходил в практические плавания в Чёрное море. В 1842 году также принимал участие транспортировке десантных войск их Севастополя в Одессу, а в августе и сентябре следующего 1843 года в перевозке 13-й дивизии назад из Одессы в Севастополь. С 1845 по 1848 год во главе эскадр под флагом контр-адмирала А. С. Ушакова выходил в практические и крейсерские плавания к восточным берегам Чёрного моря. В 1849 году вновь принимал участие в практических плаваниях в том же море.
По окончании службы в 1852 году корабль «Султан Махмуд» был переоборудован в блокшив, в следующем 1853 году блокшив подвергся тимберовке в Севастополе. По одним данным в 1854 году был разобран на дрова в Севастополе, по другим — там же затоплен.

## Командиры корабля
Командирами корабля «Султан Махмуд» в разное время служили:
- капитан 1-го ранга А. С. Ушаков (1837—1841 годы и 1843—1844 годы)[10];
- капитан 2-го ранга В. А. Власьев (1842 год)[11];
- капитан 1-го ранга Ф. И. Ратч (1845—1846 годы)[12];
- капитан 1-го ранга Н. П. Вульф (1846—1851 годы)[13].